# Urgull

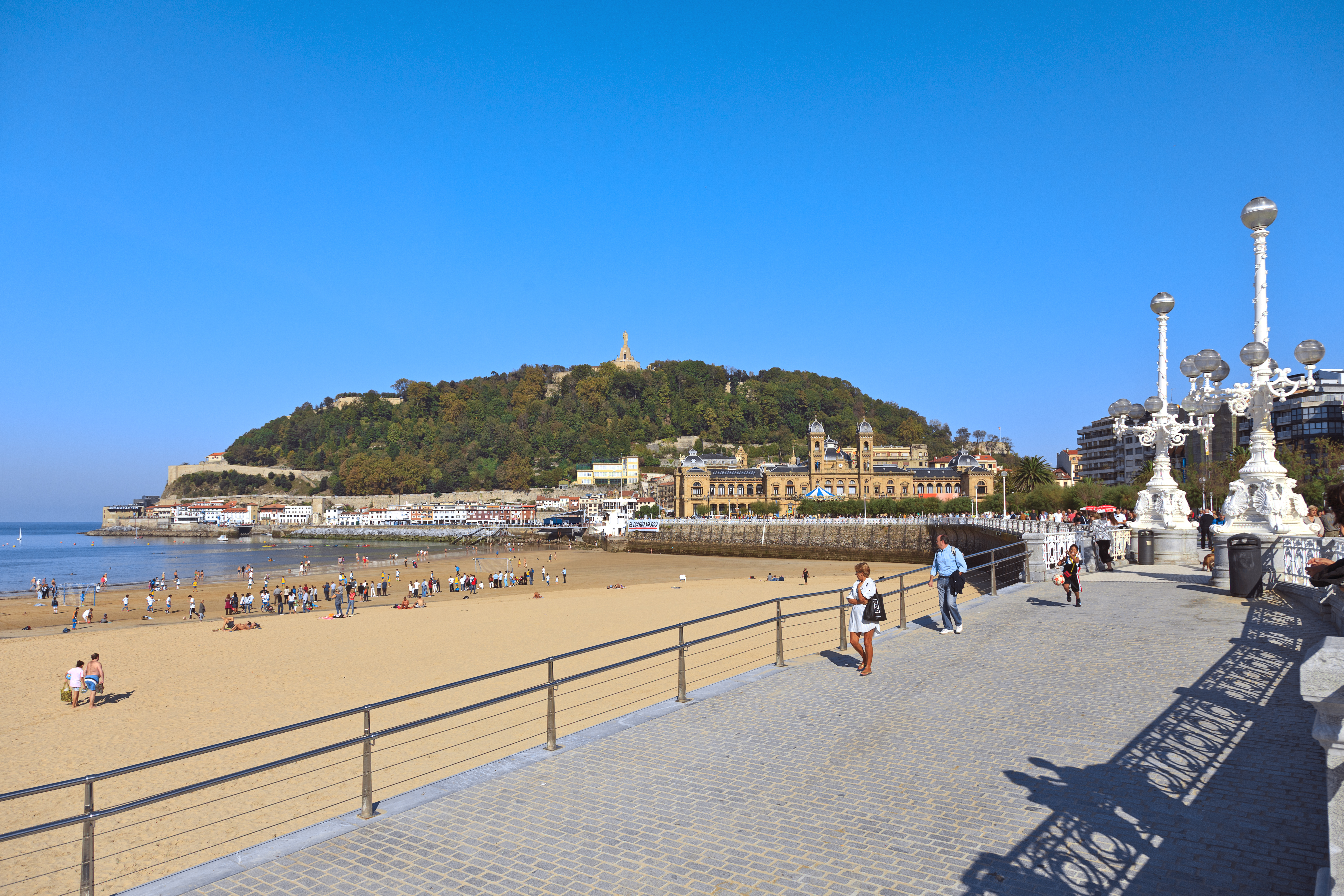
Il monte Urgull visto dalla spiaggia di La Concha

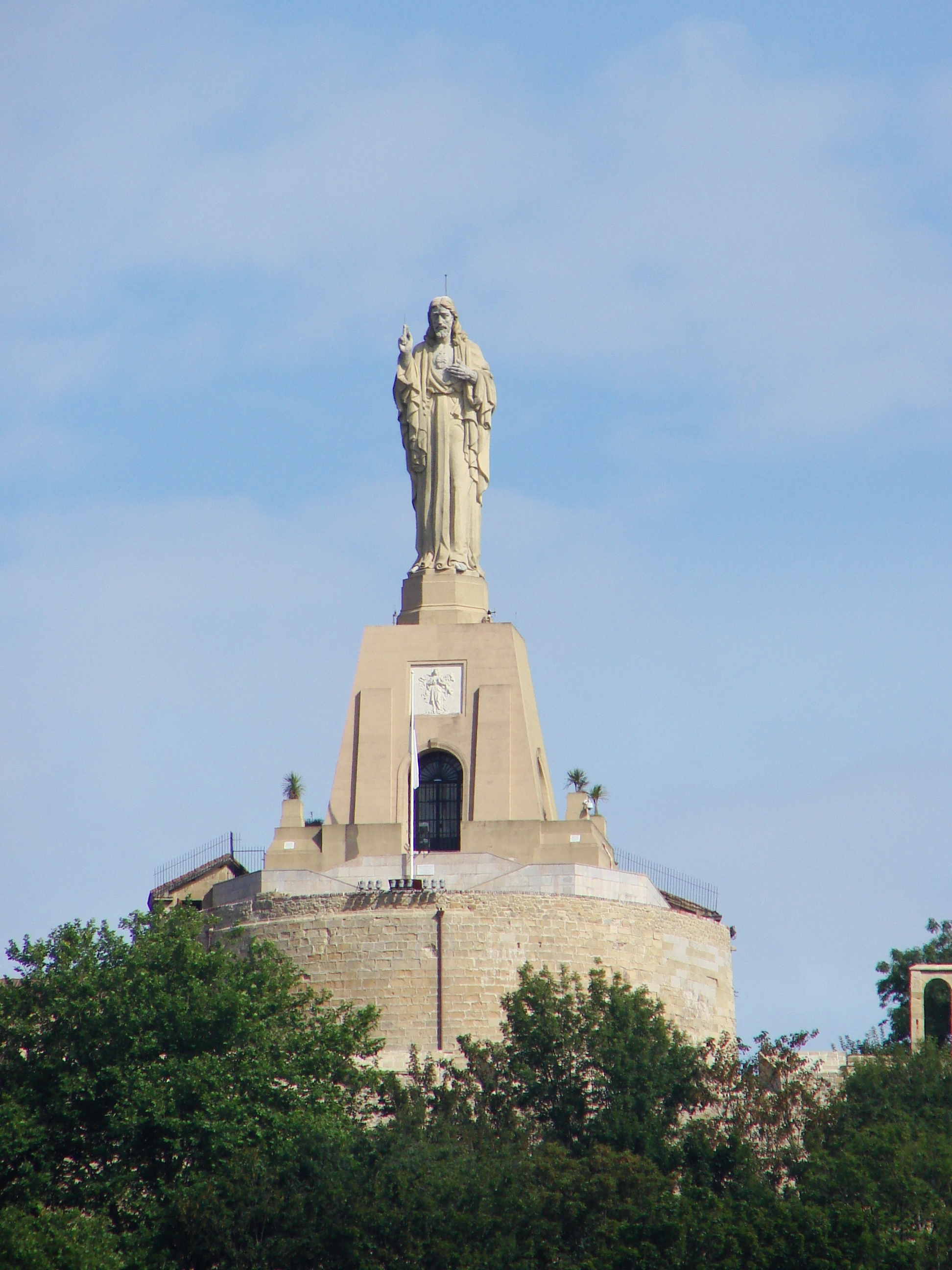
Il Sagrado Corazón, la statua del Cristo che si erge in cima al monte Urgull

L'Urgull è una collina di 123 m della città spagnola di San Sebastián, nei Paesi Baschi (Spagna nord-orientale), che si affaccia sulla baia di La Concha, un tratto del golfo di Biscaglia (Mar Cantabrico, Oceano Atlantico).
Storicamente, il monte era cinto da fortificazioni ed è stato quindi "testimone" di varie battaglie per la conquista della città.

## Geografia
Il monte Urgull si eleva nell'estremità orientale della spiaggia di La Concha.

## Storia
Nel corso del XX secolo, il monte Urgull divenne un parco pubblico. Per permettere ciò, fu abbattuta una parte delle fortificazioni che lo circondavano, lavori poi interrotti nel 1921 per preservare il patrimonio storico cittadino..

## Luoghi d'interesse

### Castillo de la Mota e Sagrado Corazón
In cima al monte Urgull si erge il Castillo de la Mota, una fortezza eretta nel XII secolo (1150 circa) a scopo difensivo.
Il castello ospita un piccolo museo sulla storia della città e tre cappelle dedicate a Cristo. In cima ad una di queste si erge il Sagrado Corazón, un'enorme statua raffigurante il Cristo, realizzata nel 1950 dallo scultore Federico Coullaut: la scultura è alta 12,5 metri ed è visibile sino a 4 km di distanza.

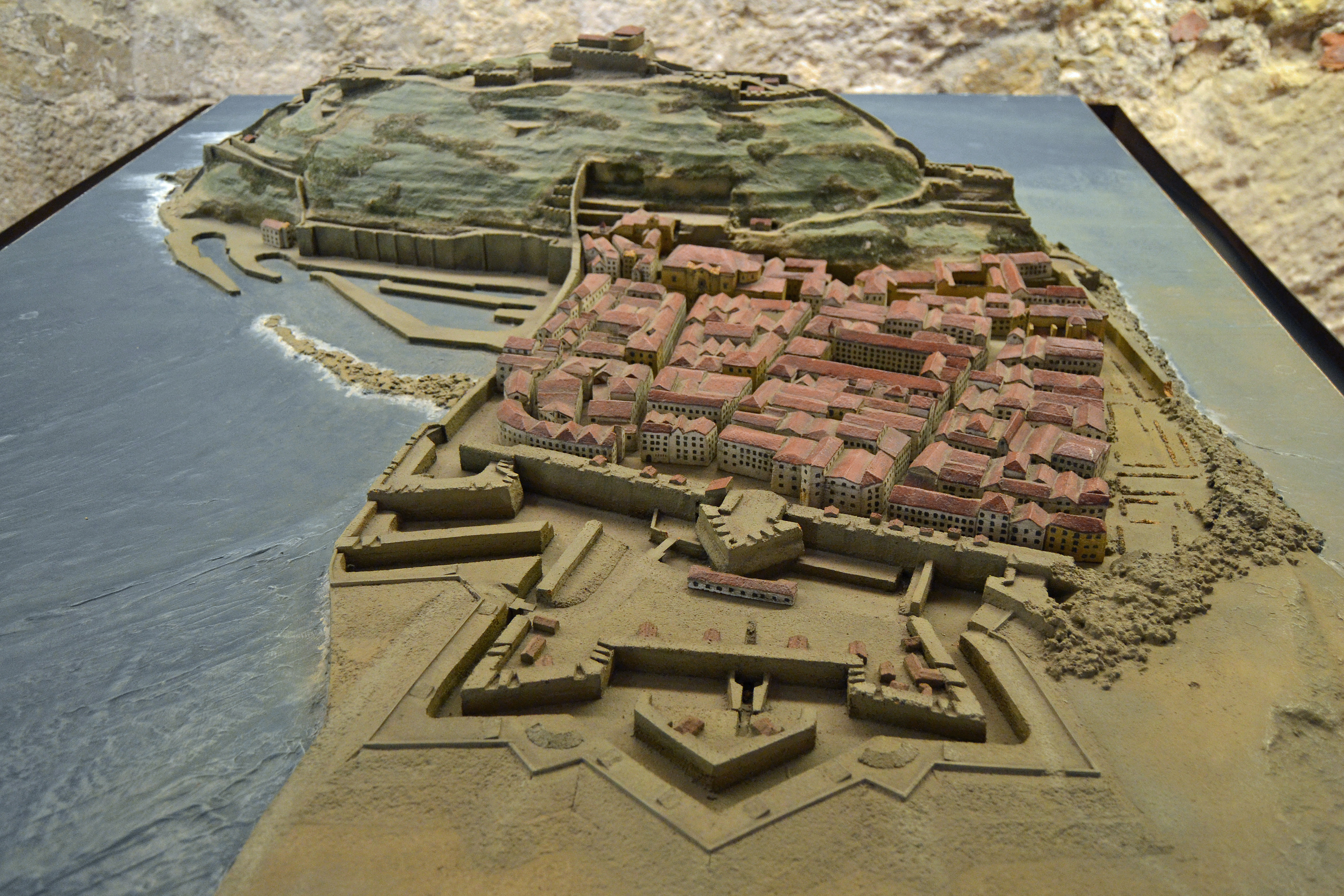
Plastico raffigurante il monte Urgull con il Castillo de la Mota
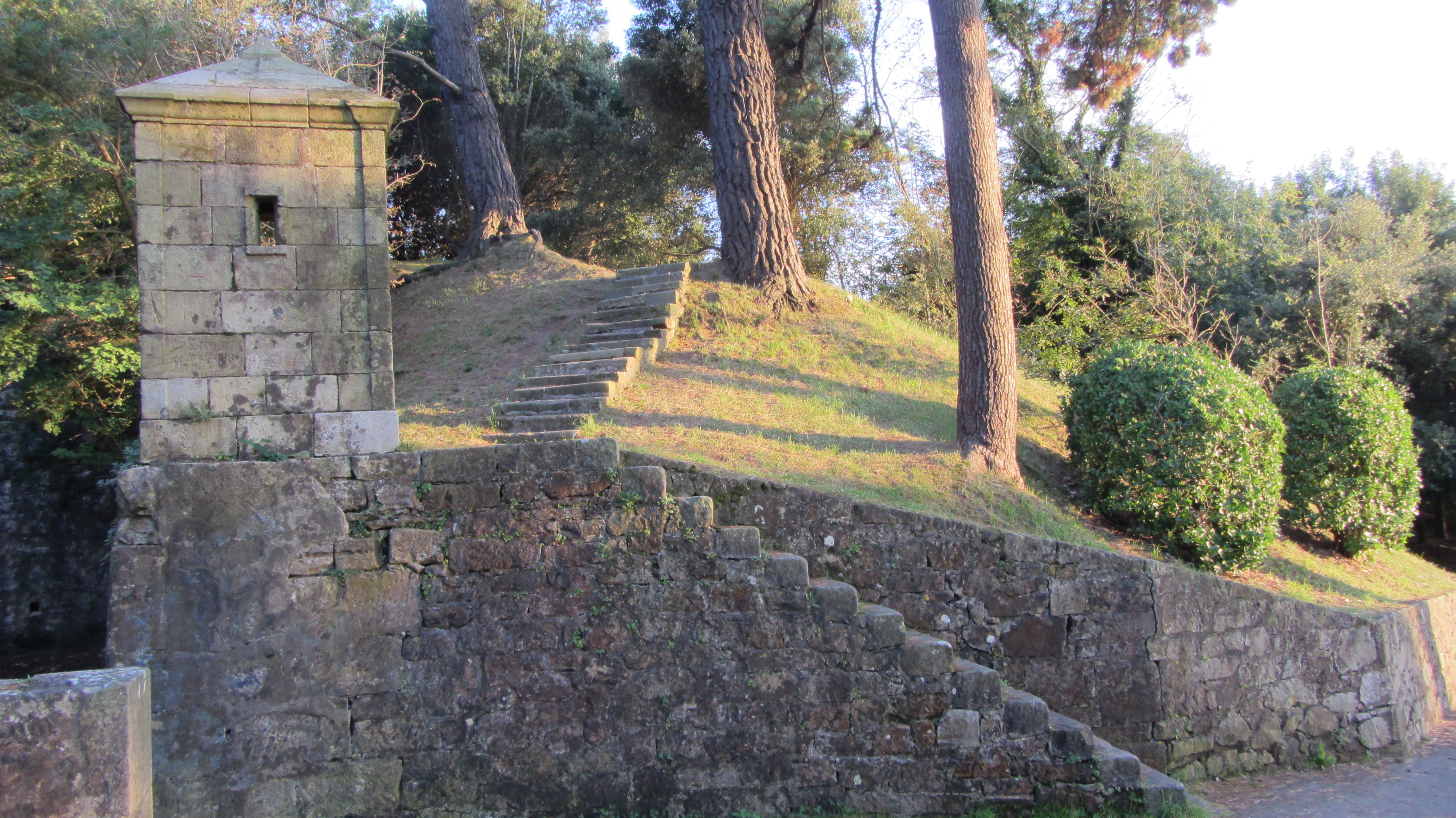
Scale per il Castillo de la Mota

### Cementario de los Ingleses
Il monte Urgull ospita inoltre il Cementario de los Ingleses ("Cimitero degli Inglesi"), che ricorda i soldati inglesi morti nel 1813 in una battaglia in difesa della città di San Sebastián combattuta contro i Francesi.

### Acquario
Ai piedi del monte Urgull si trova l'acquario di San Sebastián: inaugurato nel 1928, è il più vecchio museo di scienze naturali della Spagna. È il sito più visitato della città.

## Il monte Urgull nella cultura di massa

### Letteratura
- Il monte Urgull è menzionato nel romanzo di Torcuato Luca de Tena La ciudades de la edad media[8]

### Musica
- Il monte Urgull è menzionato nella canzone La chica del gorro azul, incisa nel 2000 dal gruppo spagnolo La Oreja de Van Gogh[9]